# Vincent Grandjean
Pour les articles homonymes, voir Grandjean.
Vincent Grandjean, né à Lausanne le 28 novembre 1958, est une personnalité politique du canton de Vaud. Il est chancelier d'État vaudois du 1er août 1997 au 30 septembre 2021.

## Biographie
Vincent Grandjean naît à Lausanne le 28 novembre 1958. Il est originaire des communes de Buttes (Val-de-Travers) et La Côte-aux-Fées, dans le canton de Neuchâtel. Son père est cardiologue, sa mère est infirmière puis bibliothécaire. Il a un frère aîné, devenu pédopsychiatre, et un frère cadet autiste, Nicolas. Il vit deux ans à Londres avec sa famille entre 1963 et 1965.
Après ses études secondaires à Lausanne, il étudie le droit à l'Université de Lausanne et obtient une licence en 1980.
Une blessure à un doigt lors de son école de recrues le force à arrêter le piano.
Il adopte dans les années 2000 la fille de sa seconde épouse, Maria Clara.

### Parcours professionnel
Il travaille d'abord pour la Société vaudoise des régisseurs et courtiers en immeubles, dont il devient secrétaire général, puis pour le Centre patronal vaudois. Il entre au service de l’État de Vaud le 1er septembre 1992 comme délégué aux affaires européennes, puis est nommé secrétaire général du Département de la justice, de la police et des affaires militaires en mai 1993,,.
Il est chancelier d’État depuis le 1er août 1997. À ce titre, il assiste aux séances du Conseil d’État vaudois, et en est le porte-parole. Il dirige également la Chancellerie d’État.
En 2010, il est l'une des 100 personnalités qui font la Suisse romande au Forum des 100,.
Il prend sa retraite le 30 septembre 2021.

### Autres activités
Il a été rédacteur pour le bimensuel vaudois La Nation.
Il est l'un des membres fondateurs du Festival international de bande dessinée de Lausanne et vice-président de son conseil de fondation.
Il prend la présidence du Rotary Club Lausanne.